# Làdan
El làdan (en llatí i anglès: Labdanum) és una resina enganxosa obtinguda dels arbusts Cistus ladanifer (de l'oest del Mediterrani) i Cistus creticus (de l'est del Mediterrani). Té una llarga història d'ús en l'herboristeria i com a ingredient dels perfums.

## Història
En l'antiguitat, el làdan es recollia de la llana i pèl de les cabres i les ovelles que pasturaven en zones plenes de plantes cistàcies. El recollien els pastors i el venien als comerciants del litoral. Moltes de les falses barbes dels faraons egipcis estaven fetes de pèl de cabra unit amb làdan. Aquesta resina també es feia servir per a tractar els refredats, la tos, problemes menstruals i reumatismes.

## Usos moderns
El làdan actualment es produeix per a la indústria dels perfums. S'obté bullint parts de les plantes i un absolut s'obté per extracció amb solvents. Per destil·lació al vapor s'obté un oli essencial. La fragància és més refinada que la resina crua. L'olor és molt rica, complexa i persistent. Substitueix l'ambre gris obtingut antigament de les balenes.